# Dmytro Hrabovs'kyj
Dmytro Hrabovs'kyj (in ucraino Дмитро Грабовський?; Sinferopoli, 30 settembre 1985 – Arad, 23 gennaio 2017) è stato un ciclista su strada e pistard ucraino, campione del mondo Under 23 in linea e medaglia d'argento a cronometro nel 2005.

## Carriera
Già nella categoria Juniores Hrabovs'kyj è medaglia d'argento a cronometro ai campionati del mondo 2003. Tra gli Under-23 vince il titolo mondiale in linea di categoria e la medaglia d'argento a cronometro nel 2005 a Madrid, mentre nel 2006 si aggiudica il Giro delle Regioni, vincendo tre tappe, e termina secondo al Giro Baby dopo aver vinto una frazione; conquista anche due titoli europei a cronometro, nel 2005 e nel 2006.
Dopo gli ottimi risultati colti da Under-23, passa professionista nel 2007 con la formazione ProTour belga Quick Step, ma attraversa un periodo segnato dall'alcolismo legato alla depressione, periodo in cui rischia anche di perdere la vita in un incidente stradale, e in due anni non ottiene vittorie. Nel 2009 si trasferisce alla neonata ISD-Neri diretta da Luca Scinto, che già lo aveva diretto tra gli Under-23 alla Finauto. Con la squadra italo-ucraina partecipa al Giro d'Italia, concludendo la corsa al sessantasettesimo posto. Nella stagione 2010 non viene inizialmente riconfermato in squadra, ancora per problemi di alcolismo; successivamente gli viene data una nuova opportunità e nella Tirreno-Adriatico conquista la maglia verde di leader della classifica scalatori. In maggio, durante un allenamento nei pressi di San Baronto, in Italia, va però incontro a nuovi problemi: cade infatti, batte la testa contro un muretto e si procura un trauma cranico e la frattura scomposta alla clavicola sinistra. Viene ricoverato in ospedale, venendo dimesso dopo pochi giorni.
Nel 2011, in seguito al passaggio dello sponsor ISD dalla squadra di Luca Scinto alla Lampre, viene messo sotto contratto dalla ISD-Lampre, formazione Continental ucraina divenuta di fatto il team satellite della stessa Lampre; rimane però inattivo. Nel 2013 si trasferisce in Israele. Riprende la carriera nel 2015 partecipando anche a gare del calendario Europe Tour.
Muore il 23 gennaio 2017 in Israele, appena trentunenne, per arresto cardiaco.

## Palmarès

### Strada
- 2005 (Finauto-Zoccorinese)

7ª tappa Five Rings of Moscow
Campionati europei, Cronometro Under-23 (con la Nazionale ucraina)
Campionato del mondo, Prova in linea Under-23 (con la Nazionale ucraina)
- 2006 (Finauto-Zoccorinese)

Medaglia d'Oro Angelo Fumagalli
2ª tappa Giro delle Regioni (Villanova di Guidonia > Guidonia Montecelio)
3ª tappa Giro delle Regioni (Orvieto > Spoleto)
5ª tappa, 2ª semitappa Giro delle Regioni (Lodi > Lodi, cronometro)
Classifica generale Giro delle Regioni
Trofeo L'Eco del Chisone
Firenze-Modena
2ª tappa Giro Baby (Maddaloni > San Bartolomeo in Galdo)
Memorial Angelo Morini
Campionati europei, Cronometro Under-23 (con la Nazionale ucraina)

#### Altre vittorie
- 2010 (ISD-Neri)

Classifica scalatori Tirreno-Adriatico

### Pista
- 2004

Campionati europei, Inseguimento a squadre Under-23
- 2005

4ª prova Coppa del mondo 2004-2005, Americana (Sydney, con Volodymyr Rybin)

## Piazzamenti

### Grandi giri
- Giro d'Italia

2009: 67º

### Competizioni mondiali
- Campionati del mondo

Zolder 2002 - In linea Juniores: ritirato
Hamilton 2003 - Cronometro Juniores: 2º
Hamilton 2003 - In linea Juniores: 56º
Madrid 2005 - Cronometro Under-23: 2º
Madrid 2005 - In linea Under-23: vincitore
Salisburgo 2006 - Cronometro Elite: 15º
Salisburgo 2006 - In linea Elite: 20º
Stoccarda 2007 - Cronometro Elite: 25º
Stoccarda 2007 - In linea Elite: ritirato
Mendrisio 2009 - Cronometro Elite: 58º

### Competizioni europee
- Campionati europei

Otepää 2004 - Cronometro Under-23: 14º
Otepää 2004 - In linea Under-23: 29º
Mosca 2005 - Cronometro Under-23: vincitore
Mosca 2005 - In linea Under-23: 10º
Valkenburg 2006 - Cronometro Under-23: vincitore
Valkenburg 2006 - In linea Under-23: 51º